# Alexya Salvador
Alexya Evangelista Salvador (Mairiporã, 18 de novembro de 1980) é uma reverenda e transfeminista brasileira.

## Biografia
Alexya cresceu em Mairiporã. De acordo com suas próprias declarações, se identificou como uma pessoa LGBT por anos. Na casa dos vinte anos, percebeu que era uma mulher trans, mas inicialmente só conseguiu se apresentar como homem homossexual por causa de seu pai, que na época rejeitava estilos de vida transgêneros. Aos 28 anos, passou pelo processo de transição de gênero por terapia hormonal. Alexya declara que sua identidade de gênero é transgênera e não transexual.
Aos 18 anos, Alexya fundou um abrigo para moradores de rua que dirigiu por dois anos. Estudou literatura inglesa e portuguesa, educação e teologia. Depois de se formar, Alexya começou a trabalhar como professora de escola pública, que continua até hoje. De acordo com suas próprias declarações, decidiu se tornar professora porque havia sofrido bullying e falta de contato durante seus dias de escola e queria se dar melhor como professora. Além disso, trabalha como alfaiate freelancer e mantém um pequeno estúdio. Alexya também foi vice-presidente da Associação Brasileira de Famílias Homotransafetivas (ABRAFH), associação que faz campanha pelos direitos e pela compreensão das famílias homoafetivas. Ela própria é a primeira travesti brasileira a adotar crianças. Duas de suas filhas adotivas são crianças trans.
A partir de 2015, foi pastora em treinamento na Igreja da Comunidade Metropolitana de igreja livre. Foi ordenada em 2019, sendo a primeira pessoa trans da América Latina no clero e a primeira mulher trans a ser pastora no Brasil. Em 2017, Alexya realizou a primeira cerimônia religiosa amigável à população trans em Cuba.
Em 2020, foi pré-candidata às eleições municipais pelo PSOL como vice de Sâmia Bonfim. Suas campanhas centraram-se nos direitos LGBT, na educação, na adoção e na luta contra o racismo.
Alexya é casada e mora em São Paulo com o marido e os três filhos.

## Atuação educacional
Além de sua atuação como reverenda e ativista pelos direitos das pessoas trans, Alexya Salvador tem contribuição significativa na área da educação. Formada em pedagogia, trabalhou por mais de 15 anos como professora da rede pública no estado de São Paulo, onde lecionou para turmas do ensino fundamental.
Sua vivência como educadora contribuiu para a formulação de propostas pedagógicas voltadas à inclusão, ao combate à transfobia e à promoção de uma educação antidiscriminatória. Alexya é convidada com frequência para ministrar palestras, oficinas e cursos de formação para professores, com foco na criação de ambientes escolares seguros para crianças e adolescentes LGBTQIA+.
Além disso, ela atua em espaços de advocacy educacional, propondo políticas públicas que garantam o respeito à identidade de gênero no ambiente escolar.

## Reconhecimento
Em junho de 2021, um filme documentário intitulado Deus é Mulher estava programado para ser exibido em um evento Docs in Progress durante o Festival de Cannes de 2021. O filme, escrito e dirigido por Bárbara Cunha, aborda a vida e trajetória de Alexya Salvador.
Em janeiro de 2022, no mês da Visibilidade Trans, foi homenageada pelo aplicativo Scruff na qualidade de "mulher trans, preta e periférica, mãe, professora, pastora e militante dos direitos humanos".